# Chodā
Chodā, international auch Khoda oder Khuda (persisch خدا) ist das persische Wort für „Gott“. Außerdem ist er als Chodāmard [wörtl. „Gott-Familie“, (ähnlich wie -nedschād)] oder Khoda auch als Familienname bekannt.

## Etymologie
Manche Perser meinen, dass es sich bei „Chodā“ um den Eigennamen Gottes handle. Ein anderes Wort für Gott in der persischen Sprache ist „Ya Hou“, welches ausgesprochen wie יהו (JHW beziehungsweise Jahu), eine der Formen für den hebräischen Gottesnamen יהוה (JHWH), klingt.
Das Wort setzt sich zusammen aus dem ersten Teil „Chod-“, was übersetzt „selbst“ bedeutet, und die Endung „-ā“, was „die Mittel, die kommen werden“ bedeutet. So kann man das Wort „Chodā“ mit „komme zum Selbst“ oder „zum Selbst kommen“ übersetzen. Mit anderen Worten: indem man zum wahren Selbst unter dem Ego, zum eigenen „Ich“ findet, kann man die Kraft finden, welche alles regeln kann. Damit ist gemeint, wer das eigene Ich findet, dem kann Gott bzw. Chodā helfen.
Der Gruß „Chodā hāfiz“ (Möge Gott dich beschützen) ist vor allem im Persischen und im Kurdischen bekannt und wird auch von Muslimen in Südasien benutzt.

## Sprachgebrauch im Urdu

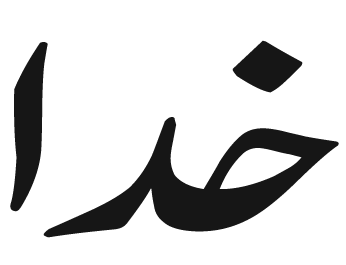
Das Wort chudā in Urdu (Nastaʿlīq)

Im Urdu, der Sprache der Muslime Südasiens, u. a. in Teilen Pakistans, Indiens und Bangladeschs steht das Wort chudā neben seiner Ursprungsbedeutung als „Herr, Gott“ auch in Zusammensetzungen in der Bedeutung „Meister, Besitzer“, z. B. in ناخدا nāchudā, „Schiffs-Herr“, d. h. „Kapitän, Seemann“.
Als Buchtitel kommt das Wort vor in Shaukat Siddiqis (1923–2006) in den Slums von Karatschi und Lahore spielenden Roman, dem modernen Urdu-Klassiker Khudā ki basti („Gottes eigenes Land“) von 1957 (englische Ausgabe 1991), der 1969 und 1974 in Pakistan auch als TV-Serie produziert wurde.
Namensbestandteil ist das Wort u. a. bei dem indischen Juristen, Bibliophilen und Gründer der Bibliothek in Patna, Khuda Bakhsh  (1842–1908), wörtlich „Gottes Geschenk, Gottes Gabe“.